# Росія (готель, Москва)

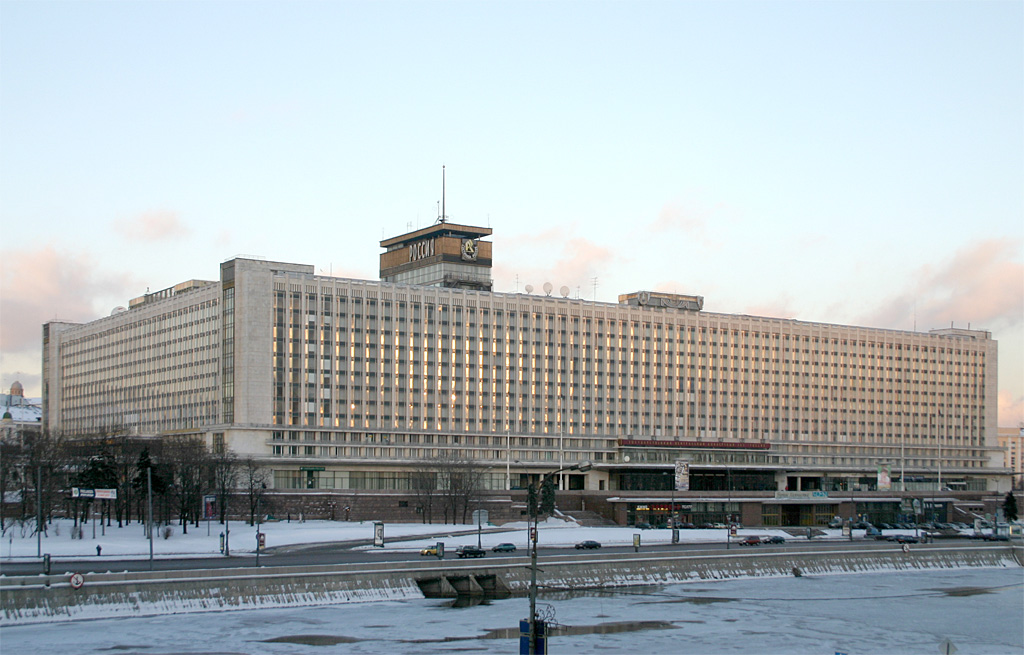
Готель «Росія», 2004 рік

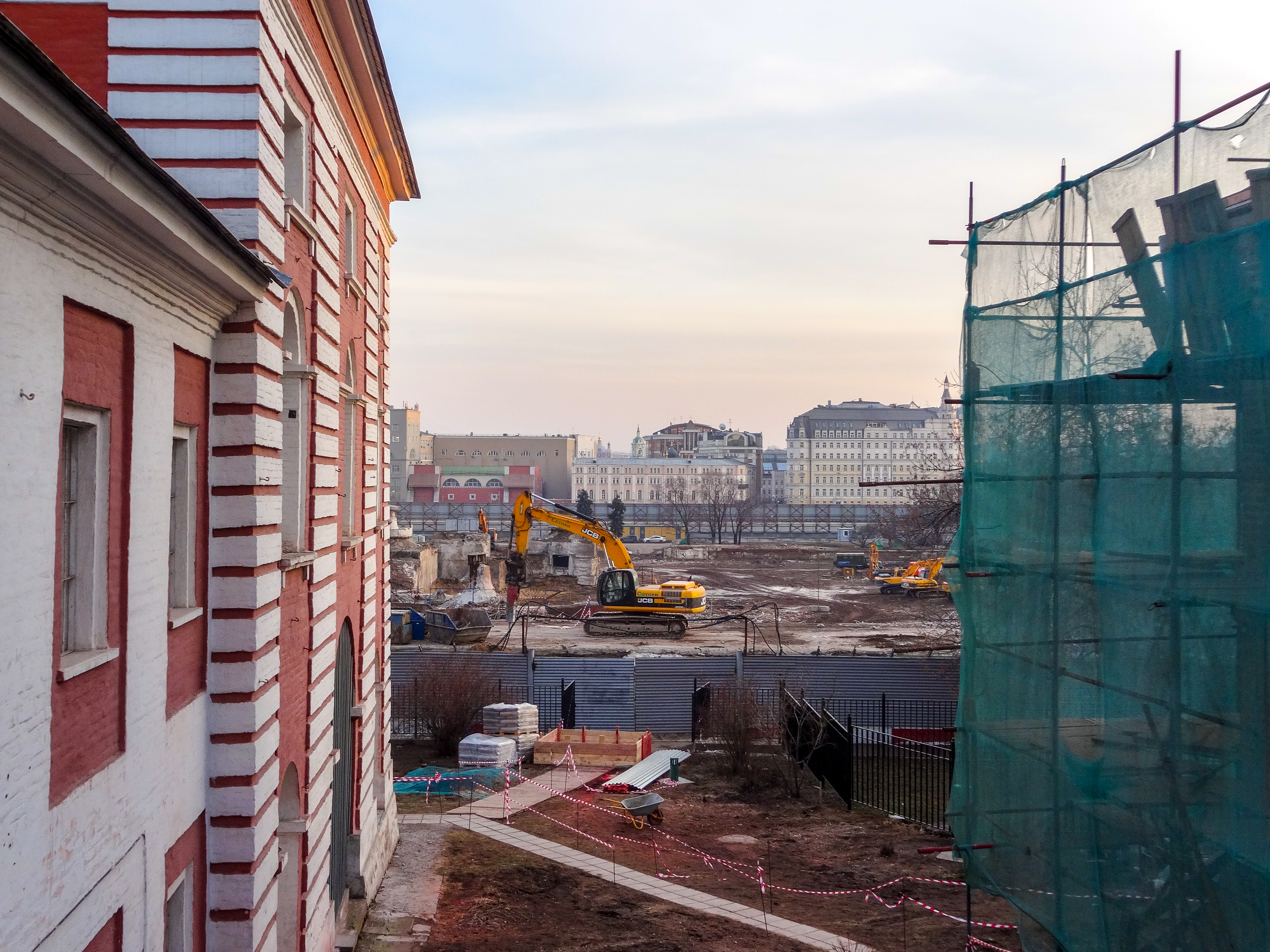
Знесення залишків готелю "Росія" перед будівництвом парку "Заряддя". Березень 2015 р

Готе́ль «Росі́я» (Москва) — готель, який знаходився в Москві недалеко від Красної площі. Збудований в 1964-1967 роках на місці старого району Москви під назвою «Зарядьє». Введений в експлуатацію в січні 1967 року, знесений в 2006 році.
Територія готелю становила близько 13 гектарів.
Готель складався з чотирьох 12-поверхових корпусів і мав 2700 номерів. Як відзначалося в радянських ЗМІ часів "Перебудови" та "Гласності", багато номерів готелю були обладнані пристроями КДБ для підслуховування.
Після санітарної експертизи в 2006 році готель було знесено, на його місці планується спорудити новий багатофункціональний комплекс, який складатиметься з кількох будівель. В новому комплексі буде передбачено не менше 2000 номерів.
У 2017 році на Першому Каналі вийшов серіал "Готель Росія" про працівницю організаційного відділу Ксенію Романівну Баскакову, про її стосунки з КДБ, про пожежу у лютому 1977 року, та про її любов до Мануеля Сантоса бійця Фронту Національного Звільнення ім Сандіно.